# ديفيد هوتون (لاعب كرة قدم)
ديفيد هوتون (بالإنجليزية: David Hutton)‏ هو لاعب كرة قدم بريطاني، ولد في 4 ديسمبر 1989 في منطقة أنفيلد في المملكة المتحدة. لعب مع بوريهام وود إف سي وتوتنهام هوتسبير وسانت نيوتس تاون.

## وصلات خارجية
- ديفيد هوتون على موقع إي إس بي إن إف سي (الإنجليزية)
- ديفيد هوتون على موقع قاعدة بيانات كرة القدم.إي يو (الإنجليزية)
- ديفيد هوتون على موقع Soccerbase.com (لاعب) (الإنجليزية)